# Hymenaster agassizii
Hymenaster agassizii is een zeester uit de familie Pterasteridae.
De wetenschappelijke naam van de soort werd, als naam voor een variëteit, in 1899 gepubliceerd door Addison Emery Verrill.